# (181669) 2008 AE62
(181669) 2008 AE62 es un asteroide perteneciente al cinturón de asteroides descubierto el 11 de enero de 2008 por el equipo del Spacewatch desde el Observatorio Nacional de Kitt Peak, Arizona, Estados Unidos.

## Designación y nombre
Designado provisionalmente como 2008 AE62.

## Características orbitales
2008 AE62 está situado a una distancia media del Sol de 2,710 ua, pudiendo alejarse hasta 2,871 ua y acercarse hasta 2,548 ua. Su excentricidad es 0,060 y la inclinación orbital 12,114 grados. Emplea 1629,20 días en completar una órbita alrededor del Sol.

## Características físicas
La magnitud absoluta de 2008 AE62 es 15,96. 